# Wolete Israel Seyoum
Wolete Israël Seyoum (1907-1988) est une princesse éthiopienne.

## Biographie
La princesse Wolete Israël est la fille de Leul Ras Seyoum Mengesha, prince de Tigray, et arrière-petite-fille de l'empereur Yohannes IV d' Éthiopie. Woizero Wolete est également la sœur de Leul Ras Mengesha Seyoum. Elle est mariée, dans un premier temps, à Dejazmach Gebre Selassie Baria Gebir d'Adwa, Nibure Id d' Axum.[réf. nécessaire] avec qui elle a un fils, Dejazmach Zewde Gebreselassie. Elle devient veuve peu de temps après la naissance de son fils. Elle épouse ensuite le prince héritier Asfaw Wossen en 1931. Le mariage du prince héritier Asfaw Wossen et de la princesse héritière Wolete Israël fait partie des efforts de l'empereur Haïle Sélassié pour tisser des liens plus étroits entre la branche tigréenne occidentale de la famille impériale et sa propre branche Shewan. Le couple princier a une fille, la princesse Ijigayehu.
Le prince héritier et la princesse héritière se séparent pendant leur exil en Europe entre 1936 et 1941. Wolete Israël quitte l'Angleterre où la famille impériale se refuge pendant l'occupation italienne. Elle part en Égypte où elle reste pendant toute la durée de son exil. Le prince héritier et la princesse héritière divorcent en 1941.
La princesse Wolete Israël est une membre pieuse de l'Église orthodoxe éthiopienne de Tewahedo. Cette dévotion l'amène à la peinture d'icônes religieuses. Son petit-fils, Lij Isaac Fikre Selassie est un artiste reconnu qui attribue à sa grand-mère l'une de ses inspirations artistiques.
La princesse vie tranquillement à Addis-Abeba et dans la ville d'Adama pendant le règne du Derg. Elle est la seule princesse non mise en état d'arrestation pendant leur règne.

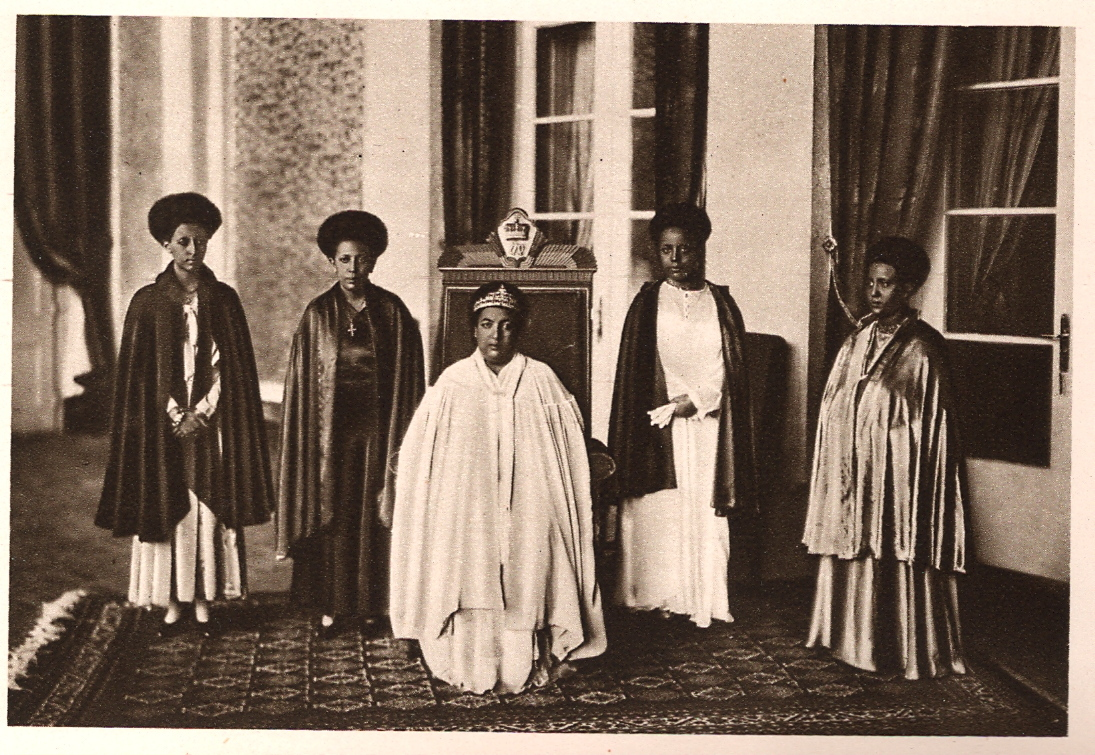
L'impératrice Menen Asfaw est au centre et sa belle-fille, la princesse Wolete Israel Seyoum, est à l'extrême droite. Les autres femmes debout de gauche à droite sont la princesse Tsehai, la princesse Tenagnework et la princesse Zenebework, filles de l'empereur Haile Selassie.

## Distinctions
- Grand collier et chaîne de l'Ordre de Salomon (9 mai 1932)
- Médaille des réfugiés (1944)
- Médaille du jubilé (1955)
- Médaille du jubilé (1966)